# Mochlotona
Mochlotona là một chi bướm đêm thuộc họ Geometridae.